# Pontis
Pontis is een gemeente in het Franse departement Alpes-de-Haute-Provence (regio Provence-Alpes-Côte d'Azur) en telt 76 inwoners (2009). De plaats maakt deel uit van het arrondissement Barcelonnette.

## Geografie
De oppervlakte van Pontis bedraagt 14,7 km², de bevolkingsdichtheid is dus 5,2 inwoners per km².
De onderstaande kaart toont de ligging van Pontis met de belangrijkste infrastructuur en aangrenzende gemeenten.

## Demografie
Onderstaande figuur toont het verloop van het inwonertal (bron: INSEE-tellingen).
Vanwege een beveiligingsprobleem met de MediaWiki Graph-software is het momenteel niet mogelijk deze grafiek weer te geven. Zodra de software is bijgewerkt zal de grafiek vanzelf weer zichtbaar worden.